# Eberhard Buchwald
Eberhard Buchwald (Breslávia, 16 de julho de 1886 — Warin, 14 de agosto de 1975) foi um físico alemão.

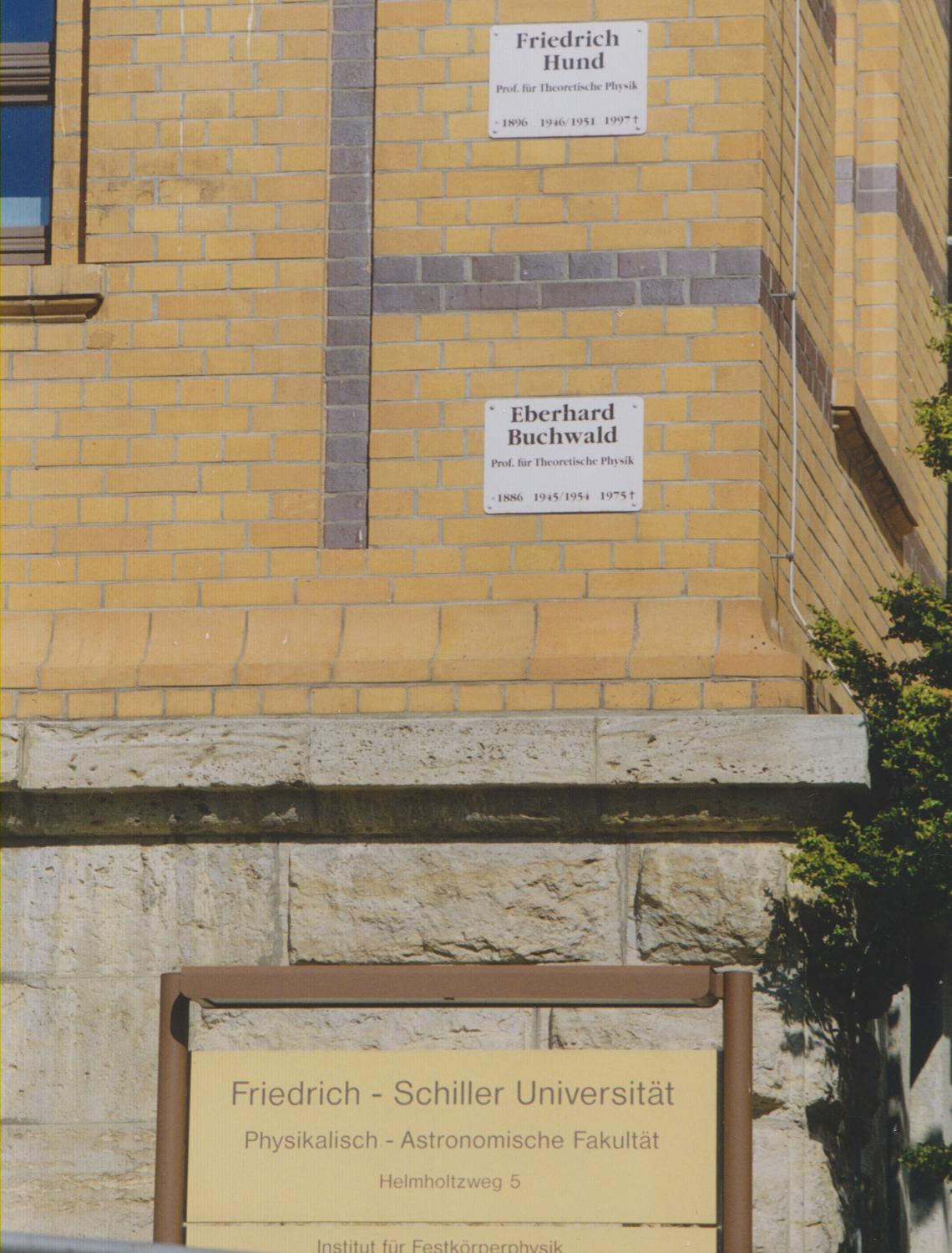
Placas comemorativas a Eberhard Buchwald e Friedrich Hund em Jena, Helmholtzweg 5

## Obras
- Einführung in die Kristalloptik. 1. Aufl. Berlin/Leipzig 1912
- Symbolische Physik. Berlin 1949
- Das Doppelbild von Licht und Stoff. Kapitel aus der alten und neuen Physik. 3. Aufl. Berlin 1950
- Fünf Kapitel Farbenlehre. Mosbach/Baden 1955
- Bildung durch Physik. 1. Aufl. Göttingen 1956
- Naturschau mit Goethe. Stuttgart 1960
- Physik - Gleichung und Gleichnis. Mosbach/Baden 1967